# Resolució 79 del Consell de Seguretat de les Nacions Unides
La Resolució 79 del Consell de Seguretat de les Nacions Unides, aprovada el 17 de gener de 1950, havent rebut el text de la Resolució 300 de l'Assemblea General de les Nacions Unides sobre la regulació i la reducció general de les armes convencionals i les forces armades, el Consell va decidir transmetre la resolució a la Comissió de les Nacions Unides sobre Armament Convencional per a estudis posteriors de conformitat amb el pla de treball de la Comissió.
La resolució es va aprovar amb nou vots a favor. Iugoslàvia estava present però no va votar, i la Unió Soviètica estava absent.